# آيت حمى (تانوغة)
آيت حمى هي إحدى مشيخات المملكة المغربية، تتبع جغرافيا لإقليم بني ملال وإداريًا لتانوغة. يقدر عدد سكانها بـ 3063 نسمة حسب الإحصاء الرسمي للسكان والسكنى لسنة 2004.